# آلبرتیرشا
شهر آلبرتیرشا(به مجاری: Albertirsa) در پِشت در کشور مجارستان واقع شده‌است. جمعیت این شهر ۱۲٫۰۲۱ نفر  است.